# Fiestas de Alfafar
Alfafar tiene una larga tradición cultural que se ha manifestado a lo largo de la historia a través de las Fiestas Patronales y Populares del municipio. En los actos programados en esas fechas hay una especial participación de entidades y asociaciones que hace de nuestra población una singularidad propia.
Además de las fiestas que se describen a continuación, se cuenta con unas setenta entidades y asociaciones que programan anualmente actos relacionados con la cultura, deporte, ocio, mujer y otro tipo de actividades sociales que van dirigidas especialmente a los vecinos de Alfafar.

## Historia de las fiestas
La comarca de la Huerta, sobre todo los pueblos que lindan con la Albufera, tienen un componente común debido al desarrollo económico que han sufrido a partir de la segunda mitad del pasado siglo. En concreto, Alfafar, su economía se sustentaba en el arroz; la marjal era el elemento dinamizador de la sociedad en la primera mitad del siglo XX. El sector agrario marcó toda una serie de tradiciones y costumbres que siguen perviviendo en nuestros días. No es casual que la Fiesta Mayor o Patronal del municipio se realizara una vez la cosecha del arroz estuviese ya en los graneros de los agricultores. Hoy en día se han producido unos cambios que van acorde con las nuevas tendencias que imperan en el siglo XXI.
Antes de detallar las actuales Fiestas que vive la población, conviene hacer un repaso histórico de aquellas que eran tradición en otra época; por ejemplo la Semana Santa. Los fieles acudían tanto a las ceremonias del templo, como el viacrucis y al santo entierro. También en las tardes de los días de Pascua cada “rotgle” se dirigía a su lugar favorito para merendar y practicar los juegos propios de la festividad. Principalmente iban al barranco de Paiporta a comerse la “tradicional mona”. Los festejos de Pascua culminaban con el tradicional “combregar d’impedits” en la mañana del día de San Vicente Ferrer ( hoy día sigue celebrándose “el combregar” acudiendo a las casas de aquellos que se encuentran enfermos).
A finales de la década de los sesenta del pasado siglo, Alfafar experimenta un proceso de cambio, fruto de la inmigración que se asienta en el área metropolitana de Valencia. Un municipio con unos seis mil habitantes se transforma en una “ciudad” de más de trece mil “almas”. En ese cambio social, La Fiesta, también experimenta una evolución acorde a los nuevos habitantes de la zona.
En este municipio aparecen nuevos núcleos urbanos que iniciaran propuestas innovadoras que se complementaran con las tradicionales.

## Principales fiestas y celebraciones

### Fiestas patronales
Así nos encontramos que Las Fiestas Patronales se trasladan a finales del mes de agosto, siendo el día grande el 8 de septiembre con motivo la Fiesta de la Virgen del Don. Dentro del calendario se celebran los actos en honor a la Virgen del Socorro, San Sebastian, la Virgen de agosto y la Purísima.
Es tradición que en el mes de mayo se engalanen las calles de Alfafar con la Cruz de Mayo. Los “casals” falleros son los encargados de los actos y programas en torno a la histórica Cruz de mayo.
Una vez finalizada las Fiestas Patronales, el día catorce de septiembre se realiza el “traslado” de la Virgen del Dón al cementerio municipal y el día 17 de septiembre se conmemora la santa misa en el “Llidoner” ( árbol donde fue hallada la “Mare de Deu del Dó) para posteriormente realizar el traslado de la imagen a la “Casa de la Verge” en la avenida Reyes Católicos. Al paso de la Virgen, en la calle Maestro Barrachina los vecinos y vecinas recrean sus portales, recuperando tradiciones y hechos históricos pasados.

### Las Fallas
En el mes de marzo la Junta Local Fallera y las seis fallas de Alfafar proceden a desarrollar un programa intenso y amplio con motivo de la Fiesta Josefina.

### Las fiestas de los barrios

#### Fiestas del Barrio Orba
El Barrio Orba o Parque Alcosa, núcleo urbano que nace a finales de los sesenta del pasado siglo, con una población de más de ocho mil habitantes; celebra su Fiesta Grande o Popular a mediados del mes de julio. Y en el mes de noviembre celebran la Fiesta en honor al Santísimo Cristo.

#### Fiestas de La Fila
En otras barriadas históricas como es el caso de La Fila hay distintas celebraciones a los patronos de la calle que llevan su nombre. En concreto en la calle San Pascual la celebración es el 17 del mes de mayo. En la calle San Cayetano es el siete de agosto cuando el patrón recibe su homenaje. En la calle San José el treinta de abril los vecinos arreglan la calle para festejar a su santo patrón.

#### Fiestas del Tremolar
En otro de los Barrios del municipio, conocido popularmente como Barrio del Tremolar, se celebra la Fiesta en honor a la Virgen de los Desamparados, la cual se realiza en la primera semana de junio.